# Damernas 30 kilometer i längdskidåkning vid olympiska vinterspelen 2002
- 24 februari 2002

Larissa Lazutina hade den bästa tiden i mål - men hon diskvalificerades för doping. Istället blev det en sekundstrid mellan italienskorna Gabriella Paruzzi och Stefania Belmondo om guldet, där den förstnämnda vann. Även bronskampen var jämn mellan Bente Skari och Anita Moen.

## Medaljörer
| Spel  | Guld                      | Silver                    | Brons             |
| 30 km | Gabriella Paruzzi Italien | Stefania Belmondo Italien | Bente Skari Norge |

## Resultat
| Medalj | Tävlande                  | Tid       |
| Guld   | Gabriella Paruzzi         | 1.30.57,1 |
| Silver | Stefania Belmondo         | 1.31.01,6 |
| Brons  | Bente Skari               | 1.31.36,3 |
| 4      | Anita Moen                | 1.31.37,3 |
| 5      | Valentyna Sjevtjenko      | 1.33.03,1 |
| 6      | Viola Bauer               | 1.33.25,1 |
| 7      | Kristina Smigun           | 1.33.52,7 |
| 8      | Vibeke W. Skofterud       | 1.35.02,3 |
| 9      | Julia Tjepalova           | 1.35.37,4 |
| 10     | Nastacia Leonardi-Cortesi | 1.35.46,8 |
| 11     | Svetlana Nagejkina        | 1.35.51,6 |
| 12     | Petra Majdic              | 1.35.51,8 |
| 13     | Katrin Smigun             | 1.36.04,0 |
| 14     | Marit Bjørgen             | 1.37.02,6 |
| 15     | Nina Kemppel              | 1.37.08,7 |
| 16     | Svetlana Sjisjkina        | 1.37.14,5 |
| 17     | Oksana Jatskaja           | 1.37.25,3 |
| 18     | Irina Terelia Taranenko   | 1.37.32,9 |
| 19     | Antonella Confortola      | 1.37.47,4 |
| 19     | Olga Savjalova            | 1.37.47,4 |
| 21     | Laurence Rochat           | 1.38.24,2 |
| 22     | Sumiko Yokoyama           | 1.39.48,4 |
| 23     | Wendy Wagner              | 1.39.54,8 |
| 24     | Annmari Viljanmaa         | 1.40.47,9 |
| 25     | Elin Ek                   | 1.40.48,2 |
| 26     | Madoka Natumi             | 1.41.06,0 |
| 27     | Kamila Rajdlova           | 1.41.57,7 |
| 28     | Amanda Fortier            | 1.42.08,1 |
| 29     | Natalja Zjatikova         | 1.42.18,0 |
| 30     | Irina Skripnik            | 1.42.49,1 |
| 31     | Milaine Theriault         | 1.42.56,9 |
| 32     | Jelena Antonova           | 1.43.37,6 |
| 33     | Marianna Longa            | 1.44.02,5 |
| 34     | Jaime Fortier             | 1.44.26,2 |
| 35     | Barbara Jones             | 1.45.18,7 |
| 36     | Midori Furusawa           | 1.45.50,0 |
| 37     | Svetlana Desjevych        | 1.46.18,1 |
| 38     | Jelena Rodina             | 1.46.51,2 |
| 39     | Anna Dahlberg             | 1.46.51,3 |
| 40     | Katerina Hanusova         | 1.48.52,6 |
| 41     | Zengrong Luan             | 1.49.37,7 |
| 42     | Yuxia Hou                 | 1.49.45,8 |
| 43     | Tomomi Otaka              | 1.50.00,3 |

Fem åkare bröt loppet: Marina Pestrekova, Ukraina, Anna Carin Olofsson, Sverige, Ulrika Persson, Sverige, Satu Salonen, Finland och Manuela Henkel, Tyskland.
Två åkare diskvalificerades i efterhand för doping: Larisa Lazutina, Ryssland (1.29.09,0) och Olga Danilova, Ryssland (1.33.44,1).